# Albert Allen
Pour les articles homonymes, voir Allen.
Albert Allen est un footballeur anglais ayant officié au tout début du football. 
Il joue durant toute sa carrière dans le club d'Aston Villa. 
Il est aussi international anglais, marquant trois buts le 7 avril 1888 d'une victoire 5–1 sur l'Irlande, faisant ainsi de lui l'un des cinq joueurs ayant réalisé un coup du chapeau avec l'Angleterre pour leur unique apparition internationale.